# اوجار
اوجار (به لاتین: Ucar) شهری در شهرستان اوجار کشور جمهوری آذربایجان است. جمعیت این شهر بر اساس سرشماری سال ۱۹۸۹ میلادی، ۱۴٫۲۷۳ نفر و بر اساس سرشماری سال ۲۰۰۸ میلادی، ۱۵٫۸۰۰ بوده‌است.